# チェコ語のドイツの地名
チェコ語のドイツの地名はチェコ語でドイツの地名を表す語（外名）の一覧である。
ドイツ語の現地名（日本語表記）を見出しとして、対応するチェコ語名を太字で表わす。

## A
- Aachen（アーヘン）： Cáchy
- Altenburg（アルテンブルク）： Starohrad
- Augsburg（アウクスブルク）： Augšpurk

## B
- Bad Doberan（バート・ドベラーン）： Dobřany
- Bad Kissingen（バート・キッシンゲン）： Chýžice
- Bad Muskau（バート・ムスカウ）： Mužakov
- Bad Schandau（バート・シャンダウ）： Žandov
- Bamberg（バンベルク）：  Bamberk
- Bautzen（バウツェン）： Budyšín
- Bayerisch Eisenstein（バイエリッシュ・アイゼンシュタイン）： Bavorská Železná Ruda
- Bayreuth（バイロイト）：  Barout
- Beeskow（ベースコウ）： Beskov
- Bischofswerda（ビショフスヴェルダ）：  Biskupice
- Brandenburg an der Havel（ブランデンブルク・アン・デア・ハーフェル）： Braniboř
- Braunschweig（ブラウンシュヴァイク）： Brunšvik
- Bremen （ブレーメン）： Brémy
- Bremerhaven（ブレーマーハーフェン）： Brémský Přístav
- Buchloe（ブーフローエ）： Buchlov
- Bützow（ビュツォウ）： Bycov

## C
- Calau（カーラウ）： Kalava
- Cham（カーム）： Kouba
- Chemnitz（ケムニッツ）： Saská Kamenice
- Coburg（コーブルク）： Koburk
- Cottbus（コトブス）： Chotěbuz
- Crimmitschau（クリミチャウ）： Křemeničov

## D
- Dachau（ダッハウ）： Dachov
- Dessau（デッサウ）： Dessava
- Dohna（ドーナ）： Donín
- Dresden（ドレスデン）： Drážďany

## E
- Erlangen（エアランゲン）： Erlanky

## F
- Flöha（フレーハ）： Vlha
- Furth im Wald（フルト・イム・ヴァルト）： Brod nad Lesy

## G
- Glauchau（グラウハウ）： Hluchov
- Göppingen（ゲッピンゲン）： Gopinky
- Görlitz（ゲルリッツ）： Zhořelec
- Göttingen（ゲッティンゲン）： Gotinky
- Guben（グーベン）： Hubno

## H
- Hamburg（ハンブルク）： Hamburk
- Hanau（ハーナウ）： Hanava
- Herrnhut（ヘルンフート）： Ochranov
- Hoyerswerda（ホイエルスヴェルダ）： Hojeřice

## I
- Ilmenau（イルメナウ）： Ilmenava

## K
- Kamenz（カーメンツ）： Kamenec
- Koblenz（コブレンツ）： Koblenec
- Köln（ケルン）： Kolín nad Rýnem
- Köpenick（ケーペニック）： Kopník
- Königstein（ケーニヒシュタイン）： Králův Kámen
- Konstanz（コンスタンツ）： Kostnice

## L
- Leipzig（ライプツィヒ）： Lipsko
- Lindau（リンダウ）： Lindava
- Linz am Rhein（リンツ・アム・ライン）： Linec nad Rýnem
- Löbau（レーバウ）： Lubij
- Lübben (Spreewald)（リュッベン (シュプレーヴァルト)）： Lubín
- Lübbenau（リュベナウ）： Lubínov
- Lübeck（リューベック）： Lubek
- Luckau（ルッカウ）： Lukov

## M
- Mainz（マインツ）： Mohuč
- Marburg（マールブルク）： Marburk
- Marktredwitz（マルクトレドヴィッツ）： Ředvice
- Meerane（メーラネ）： Morany
- Meißen（マイセン）： Míšeň
- Merseburg（メルゼブルク）： Meziboř
- Mühlberg an der Elbe（ミュールベルク・アン・デア・エルベ）： Milberk
- München（ミュンヘン）： Mnichov

## N
- Nauen（ナウエン）： Navno
- Neubrandenburg（ノイブランデンブルク）： Novy Braniboř
- Neustadt an der Waldnaab（ノイシュタット・アン・デア・ヴァルトナープ）： Nové Město nad Nábou
- Neustrelitz（ノイシュトレーリッツ）： Nové Střelice
- Niesky（ニースキ）： Nizký
- Nürnberg（ニュルンベルク）： Norimberk

## O
- Oelsnitz（Vogtland）（エルスニッツ (フォークトラント)）： Olešnice nad Halštrovem
- Oelsnitz（Erzgebirge）（エルスニッツ (エルツ山脈)）： Saská Olešnice
- Oldenburg（オルデンブルク）： Oldenburk
- Oranienburg（オラーニエンブルク）： Bocov
- Oschatz（オシャッツ）： Ožice
- Oybin（オイビーン）： Ojvin

## P
- Passau（パッサウ）： Pasov
- Peitz（パイツ）： Picno
- Pirna（ピルナ）： Perno
- Plauen（プラウエン）： Plavno
- Potsdam（ポツダム）： Postupim
- Prenzlau（プレンツラウ）： Přemyslav

## Q
- Quedlinburg（クヴェードリンブルク）： Kvedlinburk

## R
- Rathenow（ラーテノウ）： Ratenov
- Regen（レーゲン）： Řezen
- Regensburg（レーゲンスブルク）： Řezno
- Riesa（リーザ）： Rězov
- Rostock（ロストック）： Roztoky

## S
- Schleswig（シュレースヴィヒ）： Šlesvik
- Schlettau（シュレッタウ）： Slatina
- Schweinfurt（シュヴァインフルト）： Svinibrod
- Schwerin（シュヴェリーン）： Zvěřín
- Speyer（シュパイアー）： Špýr
- Straubing（シュトラウビング）： Štrubina
- Strehla（シュトレーラ）： Střela
- Stuttgart（シュトゥットガルト）： Štutgart

## T
- Torgau（トルガウ）： Torgov
- Trier（トリーア）： Trevír
- Tübingen（テュービンゲン）： Tubinky

## U
- Usedom（ウーゼドム島）： Uznojm

## W
- Waldsassen（ヴァルトザッセン）： Valdsasy
- Wangen im Allgäu（ヴァンゲン・イム・アルゴイ）： Vanky
- Weida（ヴァイダ）： Vejda
- Weimar（ヴァイマル）： Výmar
- Wolgast（ヴォルガスト）： Bolehošt'
- Würzburg（ヴュルツブルク）： Vircpurk

## Z
- Zeitz（ツァイツ）： Žíč
- Zerbst（ツェルプスト）： Srbiště
- Zittau（ツィッタウ）： Žitava
- Zschopau（チョッパウ）： Čopava
- Zwickau（ツヴィッカウ）： Cvikov
- Zwiesel（ツヴィーゼル）： Svízel